# Yesterday (Alice Babs-album)
Yesterday är ett samlingsalbum från 1999 med Alice Babs. Albumet består av 14 av hennes insjungningar från 1966 till 1975.

## Låtlista
1. Yesterday (John Lennon/Paul McCartney) – 2'56
2. Close to You (Burt Bacharach/Hal David) – 4'00
3. Said the Willow Tree (Reinhold Svensson/Signe Hasso) – 2'51
4. Fine Knacks for Ladies (John Dowland) – 2'03
5. Come Again (John Dowland) – 1'48
6. Bist du bei mir (Gottfried Heinrich Stölzel) – 2'29
7. Jesu Jesu du bist mein (Johann Sebastian Bach) – 2'45
8. Till Österland vill jag fara (trad) – 2'58
9. Där bor en konung (Reinhold Svensson/Signe Hasso) – 3'29
10. Nobody Knows the Trouble I've Seen (trad) – 4'39
11. Somebody Cares (Duke Ellington) – 4'39
12. It Don't Mean a Thing (Duke Ellington/Irving Mills) – 3'20
13. Me and You (Duke Ellington) – 4'43
14. Yesterday (John Lennon/Paul McCartney) – 2'07

## Medverkande
- Alice Babs – sång
- Titti Sjöblom – sång (2)
- Rolf LaFleur – gitarr, luta (1, 5)
- Jan "Tollarparn" Eriksson – piano (2, 14)
- Arne Castell – bas (2, 14)
- Ingvar Callmer – trummor (2, 14)
- Lars Erstrand – vibrafon (3)
- Åke Levén – orgel (4, 6–9)
- Ulf Wesslén – orgel (10)
- Rune Gustafsson – gitarr (11, 13)
- Red Mitchell – bas (11, 13)
- Nils-Erik Svensson – trummor (11, 13)
- Jan Allan – trumpet (11, 13)
- Nils Lindberg – piano (11, 13)
- Musica Holmiae (4)
- Nils Lindbergs orkester (12)